# Rosa Mir Laverny
Rosa Mir Laverny (1933 / 2013)  Barcelona) es una pianista española.
A los tres años empezó a tocar el piano, y a los cinco años ya estaba considerada niña prodigio. Comenzó en el conservatorio municipal de Barcelona a los siete años, ingresando directamente en el cuarto curso finalizando la carrera a los catorce años, incluyendo el título de profesora. Viajó a Italia con una beca a la academia Santa Cecilia, de Roma.
Posteriormente se trasladó a Salzburgo (Austria), complementando sus estudios. 
Durante muchos años viajó por todo el mundo, ofreciendo numerosos conciertos, junto a prestigiosos músicos de gran talla internacional.
Tras muchos años en la música clásica, hizo un cambio radical en su carrera. Tras unos años en Brasil, regresó a España introduciendo la Bossa Nova, empezando una nueva etapa en la música ligera.
Falleció en Barcelona el 28 de diciembre de 2013 a la edad de 80 años.
- Datos: Q5806023